# 특수본
《특수본》은 대한민국의 2011년 영화이다. 2010년 KBS 수목드라마 제빵왕 김탁구에서 주목 받았던 신인 스타 주원의 영화 첫 작품으로서 엄태웅과 호흡을 맞춘 액션, 범죄 수사물이다. 관객수는 2013년 12월을 기준으로 1,118,258명을 기록하였다.

## 캐스팅
- 엄태웅 - 김성범 형사 역
- 주원 - 김호룡 박사 역
- 정진영 - 황두수 경찰서장 역
- 성동일 - 박인무 팀장 역
- 이태임 - 정영순 형사 역
- 김정태 - 박경식 경사 역
- 김영재 - 조수한 형사 역
- 유승목 - 윤일도 사장 역
- 김민재 - 이재위 경장 역
- 정만식 - 성준석 형사과장 역
- 전상진 - 전 팀장 역
- 이희준 - 이근수 역
- 반민정 - 고수진 역
- 조재윤 - 개코 역
- 염동현 - 도 의원 역
- 설주영 - 룸싸롱 아가씨 역
- 서지미 - 룸싸롱 아가씨 역
- 엄태구 - 마른 옹박 역
- 박상현 - 근수떡대 역
- 정인혜 - 기자 역
- 최우형 - 3팀 최형사 역
- 홍재성 - 보좌관 역
- 이태훈 - 본청동료 역
- 하경민 - 화장터 인부 역
- 정찬배 - YTN 남 앵커 역

## 제작노트
한번 문 사건은 절대 놓치지 않는 동물적 감각의 강력계 형사 성범(엄태웅)은 잠복근무 중, 잔인하게 살해된 동료경찰의 살인사건을 접수한다. 본능적으로 단순 사건이 아님을 직감한 성범과 경찰청은 특별수사본부를 구성하고, FBI출신 범죄분석관 호룡(주원)을 성범의 파트너로 배치한다. 수사망이 좁혀질수록 언제나 한발 앞서 현장에서 빠져 나가는 용의자, 그리고 용의자 발견 즉시 사살하라는 경찰 수뇌부의 일방적 지시까지, 사건을 파헤칠수록 내부에 뭔가 이상한 기운이 감지되는데... 밝힐 것인가? 덮을 것인가? 파헤칠수록 모두가 위험해진다. 최강 특수본의 숨막히는 액션 수사극 <특수본> 엄태웅 정말 연기 못한다. 어색하고 억지로 짜 맞추는 듯한 연기는 영화의 수준을 알게 해준다.

## 시놉시스

### <특수본> 수사 개요
동료경찰 이재위가 살해된 후 구성된 특별수사본부. 단서를 잡으면 용의자는 사라지고, 이젠 어느 누구도 믿을 수 없게 된다. 수사망이 좁혀질수록 누군가 한발 먼저 움직이고, 추적할수록 사건은 점점 더 커지며 옆에 있던 동료 경찰 마저 한 명씩 죽어나가는데.. 미궁 속에 빠질 것 같은 사건 해결을 위해 결성된 특별수사본부 내부에는 수사를 진행할수록 서로가 서로를 믿을 수 없는 묘한 긴장감이 형성된다.
<특수본>은 쫓고 쫓기는 수사 과정과 실체를 알 수 없는 배후세력의 존재를 향해 끊임없이 달려가는 오랜만에 만나는 본격 액션 수사극이다. 범죄 현장에 남겨진 200g의 마약, 불에 탄 경찰차, 언제나 수사본부보다 한 발 앞서 물증을 없애는 치밀한 용의자, 그리고 파헤칠수록 점점 위험해지는 수사 과정과 사건에 다가설수록 드러나는 예상치 못한 배후는 보는 이들의 수사 본능을 자극할 예정이다. 또한 몸을 사리지 않는 주연배우들의 열연, 고층 건물을 쉼 없이 뛰어다니는 추격전, 좁은 시장 골목에서의 치열한 몸싸움, 중장비까지 동원된 액션신과 영화의 하이라이트인 폐공장에서의 총격신 등은 그간 볼 수 없었던 생생한 현장감, 한국적 정서가 깔린 독특한 액션신으로 완성되어 보는 재미를 배가시킨다.